# Arnold van Ravesteyn

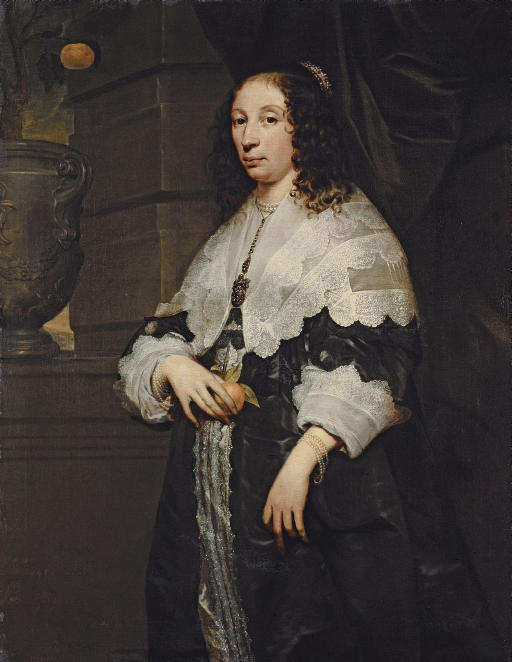
Portrait d'une dame tenant une orange.

Arnold van Ravesteyn, né en 1605 à La Haye et mort en 1690 dans la même ville, est un portraitiste néerlandais de l'Âge d'or.

## Biographie
Selon le Rijksbureau voor Kunsthistorische Documentatie, Arnold van Ravesteyn est l'élève de son père, la peintre Anthonie van Ravesteyn, qui devient membre de la guilde de Saint-Luc de Haarlem en 1639 et qui devient membre et fondateur de la Confrérie Pictura en 1656. Il est le maître des peintres Samuel Cabeljauw, Johannes Dabbe, Daniël Haringh, Job Houttuyn, Otto Hoynck, Willem Frederiksz van Royen et Willem Wissing. 